# (1867) Deífob
(1867) Deífob és un asteroide que pertanys als asteroides troians de Júpiter descobert per Carlos Ulrrico Cesco el 3 de març de 1971 des de l'observatori El Leoncito, Argentina.
Inicialment va ser designat com a 1971 EA. Més tard es va anomenar per Deífob, un personatge de la mitologia grega.
Deífob orbita a una distància mitjana del Sol de 5,129 ua, podent allunyar-se fins a 5,351 ua i acostar-se fins a 4,907 ua. La seva inclinació orbital és 26,91° i l'excentricitat 0,04329. Empra a completar una òrbita al voltant del Sol 4242 dies.